# Mamia V de Gourie
Mamia V de Gourie (Mamia V Gurieli géorgien : მამია V გურიელი; 1789 – 21 novembre 1826), de la maison des Gouriel, devient prince de Gourie, en Géorgie occidentale, en 1797. De 1797 à 1809, il est sous la régence de son oncle paternel, le prince Kaïkhosro. Mamia est un souverain européanisé qui préside aux efforts pour réformer en Gourie l'administration et l'éducation. Rejetant les vestiges de la suzeraineté ottomane, il fait de la Gourie un État autonome dans l'Empire russe en 1810 et demeure fidèle à cet engagement, même lorsque son oncle Kaïkhosro et les grands seigneurs de Gourie se soulevèrent contre l'hégémonie russe en 1820. La loyauté de Mamia V, même timidement affichée lors d'une campagne de pacification en Gourie, est appréciée par le gouvernement russe. Toutefois Mamia V connaît une profonde dépression après le soulèvement et meurt en 1826, laissant son fils David devenir le dernier prince titulaire de Gourie.

## Premières années
Mamia est le troisième enfant mais le seul fils de Simon II, prince-régnant de Gourie et de son épouse la princesse Marine née Tsereteli. À l'époque de la mort de Simon Ier en 1792, Mamia est âgé de trois ans et le gouvernement de la Gourie est dévolu au frère cadet du défunt Vakhtang II de Gourie. La princesse douairière Marine, qui craint d'être en butte aux persécutions de Vakhtang cherche et obtient la protection du plus jeune de la fratrie, Kaikhosro, qui dépose Vakhtang in 1797, proclame le jeune prince Mamia comme prochain souverain de Gourie et lui-même régent jusqu'à ce que Mamia soit en âge de prendre le pouvoir. Pendant ses années de régence, Kaikhosro apporte un certain degré de stabilité à la Gourie et effectue un rapprochement avec l'Empire russe en pleine expansion dans la région malgré la colère de l'Empire ottoman qui réclame la suzeraineté sur l'ensemble de la Géorgie occidentale .

## Aux côtés de la Russie
En 1809, Kaikhosro se retire du gouvernement et laisse le pouvoir à Mamia. En cette même année la guerre russo-turque de 1806-1812 atteint les frontières de la Gourie; les forces russes commandées par le général Dimitri Orbeliani assiège la forteresse ottomane de Poti, sur la mer Noire, située juste au nord de la Gourie. Au début hésitant à se joindre ouvertement aux Russes, Mamia entretient une correspondance avec le commandement ottoman, mais ensuite il rallie le camp de l'Empire russe à la suite d'une attaque des défenseurs de Poti à l'arrière de Grigoleti, contribuant à la victoire russe en novembre 1809. En mars 1810, Mamia et le souverain voisin Levan V Dadiani de Mingrélie se joignent aux armées russes lors de leur conquête du royaume d'Iméréthie en Géorgie occidentale..
Peu après la chute de Poti, Mamia s'engage encore plus et sollicite un traité avec la Russie. En avril 1810, lors d'une cérémonie dans le village de Guriamta, il prête serment au tsar Alexandre Ier et obtient le diplôme impérial, le confirmant en tant que prince-régnant. Devenu sujet de l'Empire russe, il reçoit le 8 avril 1811 les symboles d'investiture; un sabre précieux et un drapeau avec les armoiries de la Russie A cette occasion, Mamia est également décoré de l'Ordre de Sainte-Anne, de 1ère classe, et promu au grade de major-général, tandis que sa mère Marina est gratifiée d'une pension annuelle de 200 Chervonets.
Mamia s'intéressait vivement à la transformation et au développement de l'administration et de l'économie et à l'amélioration de l'éducation dans son petit État, qui comptait environ 6 000 familles. Un observateur étranger le décrit comme « très désireux d'adopter les coutumes et les habitudes européennes. ». Vers 1817, il fait don de domaines et de familles de serfs à James Patrick Montague Marr, un écossais, à la condition qu'il y introduise la culture de l'indigo.. Après avoir défriché les bois de ses possessions, Marr dans ses vieux jours se lie avec une paysanne de Gourie et devient le père de Nicolas Marr, un historien et linguiste géorgien de renommée internationale. . Curieusement, Mamia fait aussi appel à une bande de danseurs sur corde itinérants allemands, pour se produire trois fois par semaine pour le divertissement de sa cour.

## La rébellion de 1820
En mars 1820, les bonnes relations de Mamia Gurieli avec l'Empire russe sont mises à l'épreuve ; un soulèvement en Iméréthie contre l'hégémonie russe trouve écho en Gourie et le beau-frère Imérétien de Mamia Ivane Abachidzé et son oncle et ancien régent Kaïkhosro Gurieli en prennent la tête. Lorsque les troupes russes occupent sa principauté, Mamia maintint sa loyauté envers l'Empire et tente même, avec un succès mitigé, de dissuader ses nobles de rejoindre la rébellion, mais il évite de s'impliquer directement dans les opérations anti-insurrectionnelles et tente de prendre sous son contrôle les biens confisqués par l'armée russe aux nobles rebelles.
Le général Alexis Iermolov vice-roi du Caucase refuse la demande du souverain à cet égard, car l'action des nobles rebelles avaient, selon Iermolov, avait terni l'honneur de Mamia. Pourtant, le vice-roi appréciait la loyauté de Mamia à laquelle il attribuait le succès russe à contenir la rébellion. En septembre 1820, le Gouriel rencontre le commandant russe en Gourie, le général Alexis Véliaminov, qui avait envahi le pays à la tête d'une armée de 3 000 hommes, au camp militaire de Tchokhataouri et il assure le gouvernement impérial de sa fidélité à son égard.. Peu après les événements de 1820, Mamia V sombre dans une profonde dépression et meurt à Ozourguéti le 21 novembre 1826, laissant un fils de deux ans David comme successeur.,

## Union et postérité
Mamia V Gurieli avait épousé, c. 1814, une princesse originaire d'Iméréthie Sofia Tsulukidzé (morte le 7 septembre 1829 en éxil à Trébizonde), qui assume la régence pour le compte du fils et héritier de Mamia V après sa mort en 1826.
Pendant la Guerre russo-turque de 1828-1829, elle fait défection à l'Empire russe ce qui provoque la fin de l'autonomie de la Gourie et son annexion par la Russie le 7 septembre 1829. Le couple laisse cinq enfants, quatre filles et un fils. Après la mort de Sofia en exil les enfants de Mamia sont amnistiés et élevés par le gouvernement russe à Saint-Pétersbourg. le 20 janvier 1843, les deux filles survivantes, Ekaterina et Terezia, reçoivent le titre d'altesse sérénissime.. les enfants de Mamia sont :
- Princesse Ekaterina (1815–1880); elle épouse en juin 1834, le prince mingrélien Levan Chichua (mort en 1834), et devient veuve deux mois plus tard.
- Prince David (1818 – 23 août 1839), dernier prince titulaire de Gourie (1826–1829). Il est tué comme officier de l'armée impériale russe en combattant contre les montagnards du Caucase lors du siège d'Akhoulgo.[12]
- Princesse Kochibrola (née 1820).[12]
- Princesse Sofia (1823 – 15 mai 1840)[12]
- Princesse Terezia (1825 – 24 mars 1871), dame d'honneur de la cour impériale. Elle épouse en 1843, le général prince Grigol Dadiani (Kolkhideli) (1814–1901).[12]